# Pennyroyal Plateau

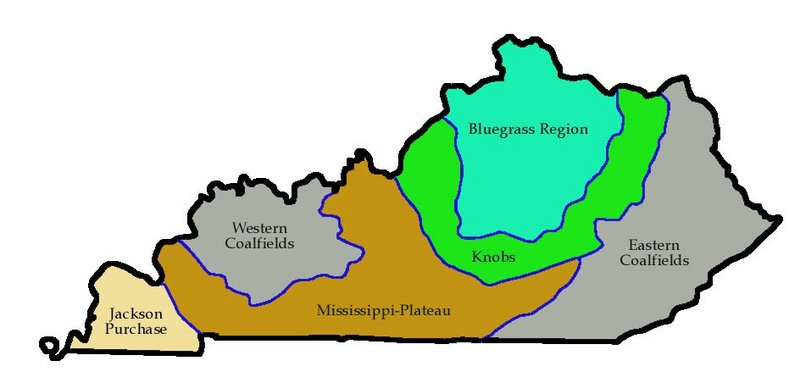
Carte du Kentucky avec la région du plateau Pennyroyal en marron.

Le plateau Pennyroyal, surnommé localement Pennyrile, est une des six régions géographiques de l'État du Kentucky où l'on trouve principalement des collines, des grottes et une topographie de type karstique. 

## Géographie
Le Pennyrile est bordé à l'est par l'escarpement de Pottsville qui sépare la région de celle du plateau de Cumberland, géologiquement plus jeune, riche en charbon et située à une altitude plus élevée. Au nord-ouest, le Pennyrile est séparé de la Bluegrass region par la Knobs region et l'escarpement de Chester. La Bluegrass region est par ailleurs la seule région géographique du Kentucky qui ne possède pas de frontière avec le Pennyryle. Au nord, la région est délimitée par la rivière Ohio et par la région occidentale charbonnière Western Coalfields. À l'ouest se trouve la région de Jackson Purchase (« Achat Jackson ») qui fait partie de terres qu'Andrew Jackson vendit aux États-Unis. Le sud de la région longe l'État du Tennessee.

## Géologie
Le Pennyrile est composé de grès résistant aux intempéries et disposant de nombreuses falaises, canyons, chutes d'eau et d'abris rocheux. Plus au nord de cet escarpement, on retrouve l'escarpement de Muldraugh Hill, composé d'une succession de collines et de crêtes sur un sol limoneux. À l'ouest, le Pennyrile est bordé par la formation récente de Jackson Purchase qui est essentiellement une zone alluviale. Par ailleurs, on admet généralement que la région de Western Coalfields, au nord-ouest de l'État, fait partie du Pennyrile. Il n'en est d'ailleurs séparé que par l'escarpement de Dripping Springs, constitué principalement de grès. Au sud, la région s'étend jusqu'à la formation de Highland Rim, dans le centre du Tennessee.
Le Pennyrile est largement occupé par des terres agricoles quand le sol est calcaire (notamment le calcaire de Saint Louis et le calcaire de Sainte Geneviève). À certains endroits, le calcaire est surmonté d'une couche de grès. On retrouve ce type de formation (calcaire sous du grès) dans la région du parc national de Mammoth Cave qui accueille le plus vaste système de grottes au monde. De nombreuses autres grottes existent également dans le Pennyrile, où le calcaire est particulièrement propice à la formation de grottes. Quand la couche de grès est intact en surface, elle est généralement recouverte de forêts et de collines escarpées.